# Villenave-d’Ornon
Villenave-d’Ornon – miejscowość i gmina we Francji, w regionie Nowa Akwitania, w departamencie Żyronda.
Według danych na rok 1990 gminę zamieszkiwało 25 609 osób, a gęstość zaludnienia wynosiła 1205 osób/km² (wśród 2290 gmin Akwitanii Villenave-d’Ornon plasuje się na 13. miejscu pod względem liczby ludności, natomiast pod względem powierzchni na miejscu 484.).

## Współpraca
- Seeheim-Jugenheim, Niemcy
- Torres Vedras, Portugalia
- Bridgend, Wielka Brytania
- Blanes, Hiszpania